# تلمبة محمد حسين بهارلو (بختاجرد)
تلمبة محمد حسین بهارلو (بالإنجليزية: Tolombeh-ye Mohammad Hoseyn Baharlu)‏ هي منطقة سكنية تقع في إيران في محافظة فارس.